# Muntsa Alcañiz
Muntsa Alcañiz (Constantí, Tarragonès, 4 de maig de 1954) és actriu i professora d'interpretació de l'Institut del Teatre de la Diputació de Barcelona. L'any 1985 fou guardonada amb el Premi Margarida Xirgu per Conversa a casa del matrimoni Stein sobre el senyor von Goethe, absent.
Després d'estudiar a l'Institut del Teatre, fou membre de La Tartrana-Teatre Estudi de Reus i l'any 1973 s'integrà al Teatre de l'Escorpí, d'Horta, que representava autors catalans. Després, amb altres actrius i actors, contribuí a fundar el Teatre Lliure. El 1980, juntament amb Graells i Planella, abandonà el Teatre Lliure i es va incorporar a la companyia Zitzània Teatre, acabada de crear. Tornaria al Teatre Lliure al 1983.
Entre el gran nombre de representacions teatrals en què ha treballat, hi ha autors i autores de totes les èpoques: Camí de nit (1976), de Lluís Pasqual; La cacatua verda (1977), d'Arthur Schnitzler; Hedda Gabler (1977), d'Henrik Ibsen; Leonci i Lena (1977), de Georg Büchner; Ascensió i caiguda de la ciutat de Mahagonny (1977), de Bertolt Brecht; La bella Helena (1979), de Peter Hacks; MacBeth (1980), de Shakespeare; El guant negre (1981), d'August Strindberg, Marat-Sade (1982) de Peter Weiss; Damunt l'herba (1986) de Guillem-Jordi Graells; La senyora de Sade (1986), de Yukio Mishima; Mel salvatge (1986), de Txekhov; Conversa a casa del matrimoni Stein (1987), de Peter Hacks; Antígona (1987) de Salvador Espriu; El manuscrit d'Ali Bei (1988)', de Josep Maria Benet i Jornet; La gran imprecació davant de la muralla de la ciutat (1989) de Tankred Dorst; La muerte y la doncella (1993), d'Ariel Dorfman; Dansa d'agost (1993) de Brian Friel; El Pare (1996), d'August Strindberg; La nit de les tríbades (1999) d'Olov Enquist; Molt soroll per no res (1999), de William Shakespeare; Ja que tot passa (2000), de Rilke; Ànima nòmada (2003), de Baubo Teatre de Moviment; Lluny (2003), de Caryl Churchill; Eva Perón (2004)', de Copi; Bodas de sangre (2004), de Federico García Lorca; El verí del teatre (2006), de Rodolf Sirera; Brossarium 1 (2006), de Joan Brossa; Surabaya (2005), de Marc Rosich; Antilops (2009), de Henning Mankell; Gata sobre la teulada de zinc calenta (2010), de Tennessee Williams; Quartet (2013) Heiner Müller; Terra baixa (2014), de Guimerà; Abans que arribi l'alemany (2017), de Marta Barceló; Només la fi del món (2020), de Jean-Luc Lagarce o La vida es sueño (2021) de Calderón de la Barca.
En el cine ha participat en pel·lícules com El caso Almeria (1984), Puzzle (1986), La Rusa (1987), La banyera (1990), Ho sap el ministre? (1991), Escrito en las estrellas (1991), Los mares del sur (1992), El somni de Maureen (1994), La buena vida (1996) o Krámpack (2000), dirigida per Jesús Garay, David Trueba, Cesc Gay, Mario Camus o Pere Costa i Musté.
També ha participat en sèries de televisió, entre les quals Nissaga de poder, Makinavaja i Estació d'enllaç.

## Premis i reconeixement
Entre el conjunt de premis que ha rebut hi ha el Premi Nacional de Teatre (1978, ex aequo); el Premi Memorial Margarita Xirgu (1985); el Premi Crítica Serra d'Or (1989, ex aequo); el Premi de la Crítica Teatral de Barcelona (1992-93 i 1999-2000, ex aequo) o i el premi a la millor interpretació femenina per Abans que arribi l’alemany, concedit per l’Associació de Teatres i Auditoris Públics de les Illes Balears (2016).